# 安東尼·文尼薛斯
安東尼·山杜士·文尼薛斯（Antony Santos Menezes，1974年11月24日—），出生于巴西里約熱內盧，加拿大职业足球运动员，司職後衛。

## 生涯
文尼薛斯在10歲跟隨家人移民到巴西，2001年前，他效力巴西著名球會保地花高，之後加盟南京有有，2006年4月19日，他與多伦多山猫簽約加盟，但只效力一個賽季。

## 國際賽
他是加拿大國腳，曾替國家隊27場，2000年曾贏得美洲金盃，他亦曾替其出席2001年洲際國家盃，他同時是加拿大沙灘足球隊代表。